# Josef Plenk
Josef Plenk (* 27. April 1886 in Wien, Österreich-Ungarn; † 6. Juni 1967 in Frankfurt am Main) war ein österreichisch-deutscher Künstler und Hochschullehrer.

## Leben
Josef Johann Baptist Plenk wurde 1886 als Sohn des Postoberkontrolleurs Josef Plenk in Wien geboren. Er wurde katholisch getauft und erzogen. Plenk war Schüler von Franz Jaschke in Wien. Im Mai 1910 promovierte er zum Dr. phil. in Wien. Zum Wintersemester 1910/11 trat er in die Akademie der Bildenden Künste München ein. Dort studierte er bis 1914 bei Ludwig von Herterich und Angelo Jank. Bis 1929 war Plenk Kunstmaler in München.
Zum 1. April 1929 wurde er als Nachfolger von Albert Hartmann (1868–1928) zum außerordentlichen Professor für freies Zeichnen und Malen an die TH Darmstadt berufen.
Plenk wurde in einer von Karl Lieser verfassten Denkschrift im Frühjahr 1933 als fachlich unfähig bezeichnet. Im Nachgang zur sog. „Lieser-Affäre“ an der TH Darmstadt wurde er am 30. November 1933 im Alter von nur 47 Jahren nach § 6 des Gesetzes zur Wiederherstellung des Berufsbeamtentums aus dem Dienst des Volksstaates Hessen entlassen. 
Nach seiner Entlassung trat Plenk im Dezember 1933 in die SA ein, die er jedoch ein Jahr später wieder verließ. Ab 1934 war er in Frankfurt am Main wohnhaft, wo er als Historien-, Dekorations- und Aktmaler tätig war. Im November 1933 wurde er an die Werkkunstschule Offenbach (heute: Hochschule für Gestaltung Offenbach am Main) berufen. Diese Stellung gab er Ende März 1945 auf. Plenk beantragte im Oktober 1945 wieder in seine frühere Stellung an die TH Darmstadt zurückkehren zu können. Dies lehnte die TH mit der Begründung ab, die Professur sei mit Hermann Geibel bereits besetzt.
Im Jahre 1950 beantragte Josef Plenk, dass er die venia legendi an der TH Darmstadt wieder erhält. Damit erklärte sich die Fakultät zwar einverstanden, es wurden jedoch keine konkreten Schritte in diese Richtung unternommen. Erst im März 1955 erhielt Josef Plenk die Bestätigung, dass seine venia legendi wieder gültig sei. Zum Ende des Wintersemesters 1954/55 war er bereits endgültig emeritiert worden. Plenk tauchte ab dem Wintersemester 1955/56 im Vorlesungsverzeichnis wieder auf, gab jedoch keine Lehrveranstaltungen mehr.
Josef Plenk gehört zu den unbekannt gebliebenen Malern einer Generation expressiv-gegenständlicher Künstler der Zwischenkriegszeit.
Josef Plenk war seit Juli 1912 mit Elisabetha Emma Pauline Helferich verheiratet. Er starb im Alter von 81 Jahren im Juni 1967 in Frankfurt am Main.

## Werke
- 1914: Der heilige Martin (Öl auf Leinwand, signiert, datiert, 95 × 81 cm)
- 1920: Träumende.
- 1920: Akte in einer Landschaft.
- 1920: Drei Badende am Weiher.
- 1920: Bad zweier Amazonen (signiert, datiert)
- 1921: Niobiden
- 1922: Abschied.
- 1922: Am Bergsee.
- 1923: Amazone im Reiterkampf.
- 1931: Bildnis einer sitzenden jungen Frau im Streifenpulli
- 1937: Porträt des Dichters und Malers Ernst Meister.
- 1941: Zwei Akte junger Mädchen in den Dünen.

Für die Halle der Meisterschule in Offenbach schuf Plenk ein Fresko. Ein Deckengemälde befindet sich in München. Arbeiten von Plenk sind im Besitz des Freistaates Bayern sowie der Städtischen Galerie in München.